# Соединённые Штаты против Кноттса
Соединённые Штаты против Кноттса — решение по делу, рассмотренному Верховным судом США, по которому суд постановил, что отслеживание местонахождения носимых устройств связи правоохранительными органами и государственными структурами (а равно и накопление таких данных) может осуществляться без соответствующего ордера, поскольку не нарушает тайны частной жизни, а местоположение того или иного устройства не является персональными данными, а любой гражданин США, передвигаясь в общественных местах (то есть всюду за пределами собственного жилья), не может претендовать на приватность.

## Фабула
В ходе наблюдения за подозреваемым, сотрудники полиции получали данные о местонахождении бипера (наручные часы-пейджер) подозреваемого, и таким образом знали о его местонахождении, маршруте и вероятном направлении следования, что и позволило его задержать.